# Wien Hovedbanegård
Wien Hovedbanegård (tysk: Wien Hauptbahnhof) er en banegård, der er under planlægning i den østrigske hovedstad Wien. Banegården kommer til at ligge på det areal, hvor den nuværende Wien Südbahnhof ligger og skal betjene de tre hovedtogforbindelser til Wien: Südbahn, Ostbahn og Westbahn. Det betyder, at Wien for første gang får én banegård, hvor alle internationale togforbindelser kan mødes, og der skabes lettere omstigningsmuligheder mellem togene og lokaltrafikken. Den nuværende Südbahnhof, der er en rebroussementsstation, bliver herefter en gennemkørselsbanegård.

## Byggeplaner
Lokalplanen for området blev besluttet i Wiens byråd i december 2006 Det første spadestik til forarbejderne skete den 12. juni 2007, hvor man påbegyndte en ombygning af S-banestationen Südtiroler Platz. Fra 2008 etableres en forbindelse mellem den fremtidige hovedbanegård og U-banelinje U1's station Südtiroler Platz, ligesom den nuværende stationsbygning på Südbahnhof rives ned. Bygningen af den den nye banegård forventes påbegyndt i 2009, og i 2013 tages banegården delvis i drift; i 2015 skal banegården stå helt færdig.

## Udviklingsplaner
Den nuværende Südbahnhof dækker et stort areal, hvor der også er henstillingsmuligheder for tomme togstammer. Sammen med Südtiroler Platz inddrages arealerne i den nye banegård samt i en ny bydel med 5.160 boliger, kontorer og forretninger med mere end 20.000 arbejdspladser. Der er samtidig taget højde for, at bybilledet omkring den nærliggende turistattraktion og verdenskulturarv Belvedere ikke påvirkes.
Banegården er en del af Wiens planlægning som metropol og knudepunkt mellem det gamle Øst- og Vesteuropa, og indgår også som element i Europaregion Mitte (Centrope), hvor en række regioner i Østrig, det sydlige Tjekkiet, det vestlige Slovakiet og vestlige Ungarn er gået sammen om at skabe vækst i området med omkring 6 mio. indbyggere. Grundstammen i dette samarbejde er tvillingebyerne Wien og Bratislava, der bl.a. koordinerer de offentlige infrastrukturinvesteringer.
Prisen for projektet forventes at være over 2 mia. euro, hvoraf selve banegården finansieres (anslået) med 700 mio. euro fra Österreichische Bundesbahnen og 40 mio. euro fra byen Wien. Herudover bidrager Wien med 110 mio. euro til projektet, og resten skal finansieres af private investorer, herunder midler fra grundsalg..